# Coupe UNIFFAC des clubs
La Coupe UNIFFAC des clubs est une ancienne compétition de football organisée par l'UNIFFAC de 2004 à 2006. Elle oppose les clubs champions des pays membres de l'UNIFFAC.

## Palmarès
| Année | Vainqueur        | Score cumulé         | Finaliste         | Aller | Retour |
| ----- | ---------------- | -------------------- | ----------------- | ----- | ------ |
| 2004  | Bamboutos Mbouda | 3 - 3 (6 - 5 t.a.b.) | FC 105 Libreville | 1 - 2 | 2 - 1  |
| 2005  | Téléstars FC     | 3 - 1                | AS Police         | 2 - 1 | 1 - 0  |
| 2006  | SC Cilu          | 3 - 1                | Fovu Baham        | 3 - 1 | 0 - 0  |

## Bilans

### Bilan par club
| Club              | Titres | Finales perdues | Années des victoires | Années des finales perdues |
| ----------------- | ------ | --------------- | -------------------- | -------------------------- |
| Bamboutos Mbouda  | 1      | 0               | 2004                 |                            |
| Téléstars FC      | 1      | 0               | 2005                 |                            |
| SC Cilu           | 1      | 0               | 2006                 |                            |
| FC 105 Libreville | 0      | 1               |                      | 2004                       |
| AS Police         | 0      | 1               |                      | 2005                       |
| Fovu Baham        | 0      | 1               |                      | 2006                       |

### Bilan par pays
| Pays                             | Victoires | Finales perdues | Clubs vainqueurs     | Clubs finalistes      |
| -------------------------------- | --------- | --------------- | -------------------- | --------------------- |
| Cameroun                         | 1         | 1               | Bamboutos Mbouda (1) | Fovu Baham (1)        |
| Gabon                            | 1         | 1               | Téléstars FC (1)     | FC 105 Libreville (1) |
| République démocratique du Congo | 1         | 0               | SC Cilu (1)          |                       |
| République du Congo              | 0         | 1               |                      | AS Police (1)         |